# Val d'Allos
Le Val d'Allos regroupe le village d'Allos, situé au cœur du Parc National du Mercantour, à 1500m d'altitude, commune française d'environ 750 habitants, et ses deux stations de montagne : 
- Val d'Allos  : Le Seignus à 1 500 m d'altitude
- Val d'Allos  : La Foux d'Allos à 1 800 m d'altitude.